# Lycaena evansii
Lycaena evansii is een vlinder uit de familie van de Lycaenidae. De wetenschappelijke naam van de soort is voor het eerst geldig gepubliceerd in 1902 door Lionel de Nicéville. De soort komt voor in Kasjmir.